# (34067) 2000 OA55
2000 أو أي 55 (ويعرف أيضًا باسم (34067) 2000 أو أي 55 وفق تسمية الكوكب الصغير) (بالإنجليزية: 2000 OA55)‏ هو كويكب ضمن حزام الكويكبات؛ وترتيبه 34067 من حيث الاكتشاف.
اكتُشف هذا الجُرم الفلكي بواسطة مرصد لويل للبحث عن الأجرام القريبة من الأرض في 29 يوليو 2000.

## وصلات خارجية
- (34067) 2000 OA55 في قاعدة بيانات مختبر الدفع النفاث لأجرام النظام الشمسي الصغيرة

- الاكتشاف · مخطط المدار ·  العناصر المدارية · المعلمات المادية

- (34067) 2000 OA55 على موقع ويكي سكاي: DSS2, SDSS, GALEX, IRAS, Hydrogen α, X-Ray, Astrophoto, Sky Map, Articles and images